# Sandra
Sandra je žensko osebno ime. 

## Izvor imena
Ime Sandra je skrajšana različica ženskega osebnega imena Aleksandra.

## Različice imena
- moške različice imena: Sandi, Sando, Sandro
- ženske različice imena: Sanda, Sandrina,Saša

## Pogostost imena
Po podatkih Statističnega urada Republike Slovenije je bilo na dan 31. decembra 2007 v Sloveniji število ženskih oseb z imenom Sandra: 2.523. Med vsemi ženskimi imeni pa je ime Sandra po pogostosti uporabe uvrščeno na 104. mesto.

## Osebni praznik
V koledarju je ime Sanda uvrščeno k imenu Aleksander; god praznuje 26. februara, 24. marca ali pa 22. aprila.